# Encephalartos lebomboensis
Encephalartos lebomboensis I.Verd., 1949 è una cicade appartenente alla famiglia delle Zamiaceae, endemica del Sudafrica nord-orientale.

## Descrizione
È una cicade a portamento arborescente, con fusto alto sino a 4 m e con diametro di 25–30 cm, generalmente non ramificato; talora fusti secondari possono originarsi da polloni che sorgono alla base del fusto principale.
Le foglie, pennate, lunghe 100–150 cm, sono disposte a corona all'apice del fusto e sono rette da un picciolo spinoso; sono composte da numerose paia di foglioline lanceolate, con margine dentato, inserite sul rachide con un angolo di 45-80°, lunghe mediamente 12–18 cm, ridotte a spine verso la base del picciolo.
È una specie dioica con esemplari maschili che presentano 1 o raramente 2 coni ovoidali, lunghi 40–45 cm e larghi 12–15 cm, peduncolati, di colore giallo albicocca, ed esemplari femminili con 1 o raramente 2 coni ovoidali, lunghi 40–45 cm e con diametro di 25–30 cm, di colore giallo-verdastro.
I semi sono oblunghi, lunghi 30–40 mm, ricoperti da un tegumento rossastro.

## Distribuzione e habitat
La specie ha un areale ristretto ai monti Lebombo, una catena montuosa che sorge al confine tra le provincie sudafricane di Mpumalanga, Limpopo e KwaZulu-Natal, lo Swaziland e il Mozambico.
Cresce in ambienti rocciosi con rada vegetazione, con precipitazioni annue intorno a 625–700 mm.

## Tassonomia
E. lebomboensis è stata descritta nel 1949 dalla botanica sudafricana Inez Verdoorn (1896-1989).
Sino al 1996 venivano erroneamente attribuiti a questa specie anche gli esemplari di un'altra entità presente sui monti Lebombo, ora riconosciuta come una specie differente (Encephalartos senticosus Vorster, 1996). Rispetto a quest'ultima, E. lebomboensis si differenzia per la minore taglia, le foglioline più strette e per il numero e la differente morfologia dei coni.

## Conservazione
La IUCN Red List classifica E. lebomboensis come specie in pericolo di estinzione (Endangered).

La specie è inserita nella Appendice I della Convention on International Trade of Endangered Species (CITES)